# Wavre Sports FC
El Wavre Sports era un equipo de fútbol de Wavre, capital de la provincia del Brabante Valón, aunque el club era originario de Jette. El club estaba afiliado a la KBVB con el número de matrícula 4549 y originalmente tenía amarillo-azul, luego amarillo-verde y finalmente verde-blanco como colores del club. En la década de los 80, cuando todavía se llamaba Racing Jet de Bruxelles, jugó en Primera División durante varias temporadas.

## Historia
Fue fundado en el año 1944 en la ciudad de Jette, al norte de la capital Bruselas con el nombre Racing de Jette y ese mismo año fue inscrito ante la Real Federación Belga de Fútbol con la matrícula nº4549.
En 1962 juega por primera ocasión a nivel nacional (Cuarta División), y para 1970 se fusiona con el Royal Stade de Bruselas para crear al Racing Jet de Bruselas.
En la temporada de 1984/85 logran el ascenso a la Primera División de Bélgica por primera vez en su historia, pero fue debut y despedida tras quedar colista entre 18 equipos. Solo una temporada después logra regresar a la Primera División de Bélgica, donde esta vez permanece por dos temporadas hasta su descenso de la máxima categoría en la temporada de 1987/88, en donde en 1988 el club se muda de la ciudad de Jette a la de Wavre y cambia su nombre a Racing Jet Wavre.
Racing Jet jugó dos temporadas más en Segunda división, pero desapareció de ella en 1992 cuando terminó colista y descendió a Tercera. La temporada siguiente terminó en mitad de tabla, pero la KBVB remitió al club a cuarta división debido a problemas administrativos y financieros. Sin embargo, pudo recuperar su lugar en la tercera división después de una temporada en 1994. Hasta 1998 permaneció en la Tercera división e intentó ascender nuevamente. En 1995, 1996 y 1997, Wavre forzó un lugar en los play-off, pero no pudo ganarlos ni ascender. Al final, sin embargo, el club terminó último en su grupo en 1998 y volvió a descender a Cuarta división. En la temporada 2001/02 regresó a Tercera, pero no pudo mantenerse. En la 2002/03 las cosas le fueron aún peor, descenso a Primera provincial. En 2008 volvió a ascender a Cuarta, de la que volvió a descender a la primera provincial tras dos temporadas.
En 2018, el club cambió su nombre a Wavre Sports Football Club. En 2020, tras persistentes problemas económicos y tras ser desalojados del Stade Justin Peeters por el ayuntamiento de Wavre, el club desciende a Provincial con una deuda de 500.000 euros y es declarado en quiebra, desapareciendo.

## Palmarés
- Tercera División de Bélgica: 2

1978/79, 1982/83
- Promoción D: 3

1964/65, 1971/72, 2000/01

## Temporada a temporada
| Temporada                                                                                     | Nivel | Nivel | Nivel | Nivel | Nivel | Nivel | Nivel | Nivel | Nivel | Denominación                                          | Puntuación                                            | Observaciones                                                                |
|                                                                                               | I     | I     | II    | III   | IV    | P.I   | P.II  | P.III | P.IV  |                                                       |                                                       |                                                                              |
| --------------------------------------------------------------------------------------------- | ----- | ----- | ----- | ----- | ----- | ----- | ----- | ----- | ----- | ----------------------------------------------------- | ----------------------------------------------------- | ---------------------------------------------------------------------------- |
| como Racing Club de Jette                                                                     |       |       |       |       |       |       |       |       |       |                                                       |                                                       |                                                                              |
| 1946/47                                                                                       |       |       |       |       |       |       |       | 9     |       | Tercera prov. Brab                                    | 17                                                    |                                                                              |
| 1947/48                                                                                       |       |       |       |       |       |       |       | 6     |       | Tercera prov. Brab                                    | 20                                                    |                                                                              |
| 1948/49                                                                                       |       |       |       |       |       |       |       | 7     |       | Tercera prov. Brab                                    | 27                                                    |                                                                              |
| 1949/50                                                                                       |       |       |       |       |       |       |       | 8     |       | Tercera prov. Brab                                    | 22                                                    |                                                                              |
| 1950/51                                                                                       |       |       |       |       |       |       |       | 3     |       | Tercera prov. Brab                                    | 39                                                    |                                                                              |
| 1951/52                                                                                       |       |       |       |       |       |       |       | 3     |       | Tercera prov. Brab                                    | 38                                                    |                                                                              |
| 1952/53                                                                                       |       |       |       |       |       |       |       | 4     |       | Tercera prov. Brab                                    | 29                                                    |                                                                              |
| 1953/54                                                                                       |       |       |       |       |       |       |       | 2     |       | Tercera prov. Brab                                    | 40                                                    |                                                                              |
| 1954/55                                                                                       |       |       |       |       |       |       | 16    |       |       | Segunda prov. Brab                                    | 9                                                     |                                                                              |
| 1955/56                                                                                       |       |       |       |       |       |       |       | 3     |       | Tercera prov. Brab                                    | 42                                                    |                                                                              |
| 1956/57                                                                                       |       |       |       |       |       |       |       | 1     |       | Tercera prov. Brab                                    | 46                                                    |                                                                              |
| 1957/58                                                                                       |       |       |       |       |       |       | 4     |       |       | Segunda prov. Brab                                    | 29                                                    |                                                                              |
| 1958/59                                                                                       |       |       |       |       |       |       | 11    |       |       | Segunda prov. Brab                                    | 27                                                    |                                                                              |
| 1959/60                                                                                       |       |       |       |       |       |       | 1     |       |       | Segunda prov. Brab                                    | 47                                                    |                                                                              |
| 1960/61                                                                                       |       |       |       |       |       | 11    |       |       |       | Primera prov. Brab                                    | 26                                                    |                                                                              |
| 1961/62                                                                                       |       |       |       |       |       | 1     |       |       |       | Primera prov. Brab                                    | 52                                                    |                                                                              |
| 1962/63                                                                                       |       |       |       |       | 8     |       |       |       |       | Cuarta B                                              | 29                                                    |                                                                              |
| 1963/64                                                                                       |       |       |       |       | 5     |       |       |       |       | Cuarta B                                              | 33                                                    |                                                                              |
| 1964/65                                                                                       |       |       |       |       | 1     |       |       |       |       | Cuarta D                                              | 48                                                    |                                                                              |
| 1965/66                                                                                       |       |       |       | 9     |       |       |       |       |       | Tercera B                                             | 32                                                    |                                                                              |
| 1966/67                                                                                       |       |       |       | 10    |       |       |       |       |       | Tercera B                                             | 29                                                    |                                                                              |
| 1967/68                                                                                       |       |       |       | 10    |       |       |       |       |       | Tercera A                                             | 30                                                    |                                                                              |
| 1968/69                                                                                       |       |       |       | 13    |       |       |       |       |       | Tercera B                                             | 24                                                    |                                                                              |
| 1969/70                                                                                       |       |       |       | 12    |       |       |       |       |       | Tercera A                                             | 27                                                    |                                                                              |
| como Racing Jet de Bruxelles (como Racing Club Jette se fusionó con Royal Stade de Bruxelles) |       |       |       |       |       |       |       |       |       |                                                       |                                                       |                                                                              |
| 1970/71                                                                                       |       |       |       | 16    |       |       |       |       |       | Tercera B                                             | 19                                                    |                                                                              |
| 1971/72                                                                                       |       |       |       |       | 1     |       |       |       |       | Cuarta A                                              | 45                                                    |                                                                              |
| 1972/73                                                                                       |       |       |       | 8     |       |       |       |       |       | Tercera B                                             | 29                                                    |                                                                              |
| 1973/74                                                                                       |       |       |       | 9     |       |       |       |       |       | Tercera B                                             | 27                                                    |                                                                              |
| 1974/75                                                                                       |       |       |       | 5     |       |       |       |       |       | Tercera A                                             | 33                                                    |                                                                              |
| 1975/76                                                                                       |       |       |       | 10    |       |       |       |       |       | Tercera A                                             | 29                                                    |                                                                              |
| 1976/77                                                                                       |       |       |       | 6     |       |       |       |       |       | Tercera A                                             | 32                                                    |                                                                              |
| 1977/78                                                                                       |       |       |       | 8     |       |       |       |       |       | Tercera B                                             | 30                                                    |                                                                              |
| 1978/79                                                                                       |       |       |       | 1     |       |       |       |       |       | Tercera A                                             | 44                                                    |                                                                              |
| 1979/80                                                                                       |       |       | 5     |       |       |       |       |       |       | Segunda                                               | 32                                                    | tercero en ronda final con KV Kortrijk, KSK Tongeren y Sint-Niklase SK       |
| 1980/81                                                                                       |       |       | 13    |       |       |       |       |       |       | Segunda                                               | 25                                                    |                                                                              |
| 1981/82                                                                                       |       |       | 16    |       |       |       |       |       |       | Segunda                                               | 23                                                    |                                                                              |
| 1982/83                                                                                       |       |       |       | 1     |       |       |       |       |       | Tercera A                                             | 41                                                    |                                                                              |
| 1983/84                                                                                       |       |       | 3     |       |       |       |       |       |       | Segunda                                               | 35                                                    | primero en ronda final con Racing Mechelen, KSC Hasselt y Berchem Sport      |
| 1984/85                                                                                       | 18    | 18    |       |       |       |       |       |       |       | Primera                                               | 19                                                    |                                                                              |
| 1985/86                                                                                       |       |       | 2     |       |       |       |       |       |       | Segunda                                               | 36                                                    | primero en ronda final con Sint-Niklase SK, Eendracht Aalst y KFC Winterslag |
| 1986/87                                                                                       | 12    | 12    |       |       |       |       |       |       |       | Primera                                               | 30                                                    |                                                                              |
| 1987/88                                                                                       | 18    | 18    |       |       |       |       |       |       |       | Primera                                               | 21                                                    |                                                                              |
| como Racing Jet Wavre                                                                         |       |       |       |       |       |       |       |       |       |                                                       |                                                       |                                                                              |
| 1988/89                                                                                       |       |       | 9     |       |       |       |       |       |       | Segunda                                               | 28                                                    |                                                                              |
| 1989/90                                                                                       |       |       | 12    |       |       |       |       |       |       | Segunda                                               | 24                                                    |                                                                              |
| 1990/91                                                                                       |       |       | 10    |       |       |       |       |       |       | Segunda                                               | 27                                                    |                                                                              |
| 1991/92                                                                                       |       |       | 16    |       |       |       |       |       |       | Segunda                                               | 19                                                    |                                                                              |
| 1992/93                                                                                       |       |       |       | 8     |       |       |       |       |       | Tercera A                                             | 31                                                    |                                                                              |
| 1993/94                                                                                       |       |       |       |       | 2     |       |       |       |       | Cuarta B                                              | 42                                                    |                                                                              |
| 1994/95                                                                                       |       |       |       | 4     |       |       |       |       |       | Tercera B                                             | 36                                                    |                                                                              |
| 1995/96                                                                                       |       |       |       | 9     |       |       |       |       |       | Tercera A                                             | 40                                                    |                                                                              |
| 1996/97                                                                                       |       |       |       | 4     |       |       |       |       |       | Tercera A                                             | 47                                                    |                                                                              |
| 1997/98                                                                                       |       |       |       | 16    |       |       |       |       |       | Tercera A                                             | 18                                                    |                                                                              |
| 1998/99                                                                                       |       |       |       |       | 8     |       |       |       |       | Cuarta D                                              | 40                                                    |                                                                              |
| 1999/00                                                                                       |       |       |       |       | 3     |       |       |       |       | Cuarta D                                              | 60                                                    |                                                                              |
| 2000/01                                                                                       |       |       |       |       | 1     |       |       |       |       | Cuarta D                                              | 68                                                    |                                                                              |
| 2001/02                                                                                       |       |       |       | 14    |       |       |       |       |       | Tercera B                                             | 31                                                    |                                                                              |
| 2002/03                                                                                       |       |       |       |       | 16    |       |       |       |       | Cuarta B                                              | 26                                                    |                                                                              |
| 2003/04                                                                                       |       |       |       |       |       | 10    |       |       |       | Primera prov. Brab                                    | 39                                                    |                                                                              |
| 2004/05                                                                                       |       |       |       |       |       | 4     |       |       |       | Primera prov. Brab                                    | 54                                                    |                                                                              |
| 2005/06                                                                                       |       |       |       |       |       | 10    |       |       |       | Primera prov. Brab                                    | 38                                                    |                                                                              |
| 2006/07                                                                                       |       |       |       |       |       | 6     |       |       |       | Primera prov. Brab                                    | 44                                                    |                                                                              |
| 2007/08                                                                                       |       |       |       |       |       | 1     |       |       |       | Primera prov. Brab                                    | 67                                                    |                                                                              |
| 2008/09                                                                                       |       |       |       |       | 10    |       |       |       |       | Cuarta D                                              | 37                                                    |                                                                              |
| 2009/10                                                                                       |       |       |       |       | 13    |       |       |       |       | Cuarta D                                              | 34                                                    | Descenso via ronda final                                                     |
| 2010/11                                                                                       |       |       |       |       |       | 10    |       |       |       | Primera prov. Brab                                    | 40                                                    |                                                                              |
| 2011/12                                                                                       |       |       |       |       |       | 9     |       |       |       | Primera prov. Brab                                    | 40                                                    |                                                                              |
| 2012/13                                                                                       |       |       |       |       |       | 10    |       |       |       | Primera prov. Brab                                    | 40                                                    |                                                                              |
| 2013/14                                                                                       |       |       |       |       |       | 8     |       |       |       | Primera prov. Brab                                    | 44                                                    |                                                                              |
| 2014/15                                                                                       |       |       |       |       |       | 12    |       |       |       | Primera prov. Brab                                    | 35                                                    |                                                                              |
| 2015/16                                                                                       |       |       |       |       |       | 3     |       |       |       | Primera prov. Brab                                    | 56                                                    | ascenso a Tercera Div. Aficionada por reforma de competiciones               |
|                                                                                               | 1A    | 1B    | 1Am   | 2Am   | 3Am   | P.I   | P.II  | P.III | P.IV  | desde 2016-17 hay 3 niveles nacionales y 2 regionales | desde 2016-17 hay 3 niveles nacionales y 2 regionales | desde 2016-17 hay 3 niveles nacionales y 2 regionales                        |
| 2016/17                                                                                       |       |       |       |       | 9     |       |       |       |       | Tercera División Afic.                                | 30                                                    |                                                                              |
| 2017/18                                                                                       |       |       |       |       | 7     |       |       |       |       | Tercera División Afic.                                | 52                                                    |                                                                              |
| como Wavre Sports Football Club                                                               |       |       |       |       |       |       |       |       |       |                                                       |                                                       |                                                                              |
| 2018/19                                                                                       |       |       |       |       | 12    |       |       |       |       | Tercera División Afic.                                | 32                                                    |                                                                              |
| 2019/20                                                                                       |       |       |       |       | 16    |       |       |       |       | Tercera División Afic.                                | 13                                                    |                                                                              |

## Jugadores

### Jugadores destacados
- Christophe Tabard
- Mathieu Calozet
- Olivier Roels
- Giuseppe Gentile
- Rene De Cooman
- Esily Mosango
- Abdulhamit Karakilic